# Иглика (име)
Иглика е българско женско лично име. Произлиза от славянски от цветето иглика и е пожелателно име за физическа красота.
Носещите името празнуват имен ден на Цветница.

## Известни личности
Иглика Трифонова – българска кино- и театрална режисьорка (* 1957 г.)

## Други
- 3 села в България, в областите Шумен, Ямбол и Габрово, носят името Иглика.

- 14342 Иглика – астероид, 23 септември 1984 г.